# Rhynchobapta punctilinearia
Rhynchobapta punctilinearia är en fjärilsart som beskrevs av John Henry Leech 1891. Rhynchobapta punctilinearia ingår i släktet Rhynchobapta och familjen mätare. Inga underarter finns listade.